# حركة السترات الصفراء
حركة السترات الصفراء أو حركة السُتر الصفراء (بالفرنسية: Mouvement des gilets jaunes)‏ هي حركة احتجاجات شعبيّة ظهرت في شهر أيار/مايو 2018، ثم زادت شهرتها وقوّتها بحلول شهر تشرين الثاني/نوفمبر من نفسِ العام، حيثُ تمكنت من إشعال فتيل المظاهرات في فرنسا، والتي انتشرت بدورها سريعا إلى والونيا وبعض الأجزاء من دولة بلجيكا. اختارت الحركة السترة الصفراء كرمزٍ مُميّز لها باعتبار أنّ القانون الفرنسي يفرضُ منذ عام 2008 على جميع سائقي السيارات، حمل سُترات صفراء داخل سياراتهم عند القيادة. بدأ الإلزام كإجراء وقائي حتى يظهر للعيان في حالة اضطرار السائق الخروج من السيارة لسبب ما، والانتظار على جنبات الطريق. ونتيجة لذلك فقد أصبحت السترات الصفراء رمزًا للحركة، خاصّةً أنّها متاحة على نطاق واسع، وغير مكلفة كما تحملُ في الوقتِ ذاته عددًا من الرموز. وفي مطلع شهر كانون الأول/ديسمبر من عام 2018؛ أصبحَ رمز السترات الصفراء شائعًا على نحو متزايد في بعض دول الاتحاد الأوروبي، كما انتقلَ لدول خارج نطاق القارة الأوروبيَّة على غِرار العراق في منطقة جنوب غرب آسيا.
خرجت حركة السترات الصفراء في البداية للتنديد بارتفاع أسعار الوقود وكذلك ارتفاع تكاليف المعيشة، ثم امتدت مطالِبها لتشملَ إسقاط الإصلاحات الضريبية التي سنّتها الحُكومة، والتي ترى الحركة أنّها تستنزفُ الطبقتين العاملة والمتوسطة فيما تُقوّي الطبقة الغنيّة. دعت الحركة منذُ البِداية إلى تخفيض قيمةِ الضرائب على الوقود، ورفع الحد الأدنى للأجور، ثم تطوّرت الأمور فيما بعد لتصل إلى حدّ المناداة باستقالة رئيس فرنسا إيمانويل ماكرون.

## الخلفية

### الديزل
بحلول عام 1950؛ عملت الحكومة الفرنسية على دعمِ إنتاج محركات الديزل ثمّ وسعت من هذا الدعم منذ عام 1980 حينَما كانت مجموعة بي أس إيه في طليعة تكنولوجيا الديزل في فرنسا. ساهمت هذه الأمور في تخفيضِ ضريبة القيمة المضافة، كما ساهمت نسبيًا في تخفيضِ الضرائب على الشركات، مما انعكس بالإيجابِ على قِطاع السيّارات الذي عرف نموًا سريعًا، وكثرت السيارات التي تستعملُ الديزل في الضواحي الفرنسيّة.

### أسعار الوقود
انخفضَ سعر البنزين خلال العام 2018 من 1.4682 يورو في كانون الثاني/يناير إلى 1.4305 يورو في الأسبوع الأخير من تشرين الثاني/نوفمبر، مما يعني انخفاض سعر البنزين بنسبة 15% مُقابل انخفاض سعر وقود الديزل بنسبةِ 23% في الفترة المُمتدة ما بينَ تشرين الأول/أكتوبر 2017 وتشرين الأول/أكتوبر 2018. في السياق ذاته؛ فرضت الحُكومة الفرنسيّة ضريبة القيمة المضافة التي شملت الديزل بنسبة بلغت 14% خلال عام واحد، وضريبة قيمة أخرى على البنزين بلغت نسبتها 7.5% مما يعني زيادة 7.6 سنت في كل لتر ديزل مُقابِلَ 3.9 سنت على كل لترٍ من البنزين في عام 2018، مع زيادة 6.5 سنت إضافيّة على الديزل و2.9 سنت البنزين، الذي كان من المُقرر إجراؤها في الأول من كانون الثاني/يناير 2019. أثار هذا الأمر حفيظة الشعب الفرنسي مما دفعهم للنّقاش – عبرَ مواقع التواصل الاجتماعي – حول إمكانيّة تنظيم حركة احتجاجيّة ضد الرفع في أسعار الوقود. انطلقت شرارة التظاهرات حينما اجتمعَ عدد من المواطنين الذين انتقدو حكومة إدوارد فيليب، واتهموهَا بمحاولة رمي المسؤوليّة على المواطنين لدفعهم الجزء الأكبر من تكلفة ضريبة الكربون وباقي المخاطر البيئيّة. ارتفعَ سعر وقود الديزل في فرنسا بنسبة 16% في عام 2018 مع زيادةٍ في الضرائب على كل من وقود السيارات والديزل في نفس الوقت، وكذا زيادة أخرى كان من المُترقب الإعلان عنها مطلع عام 2019. هذه الزيادات جعلتَ ثمن الديزل مُكلفًا حتى قارب ثمنَ البنزين.

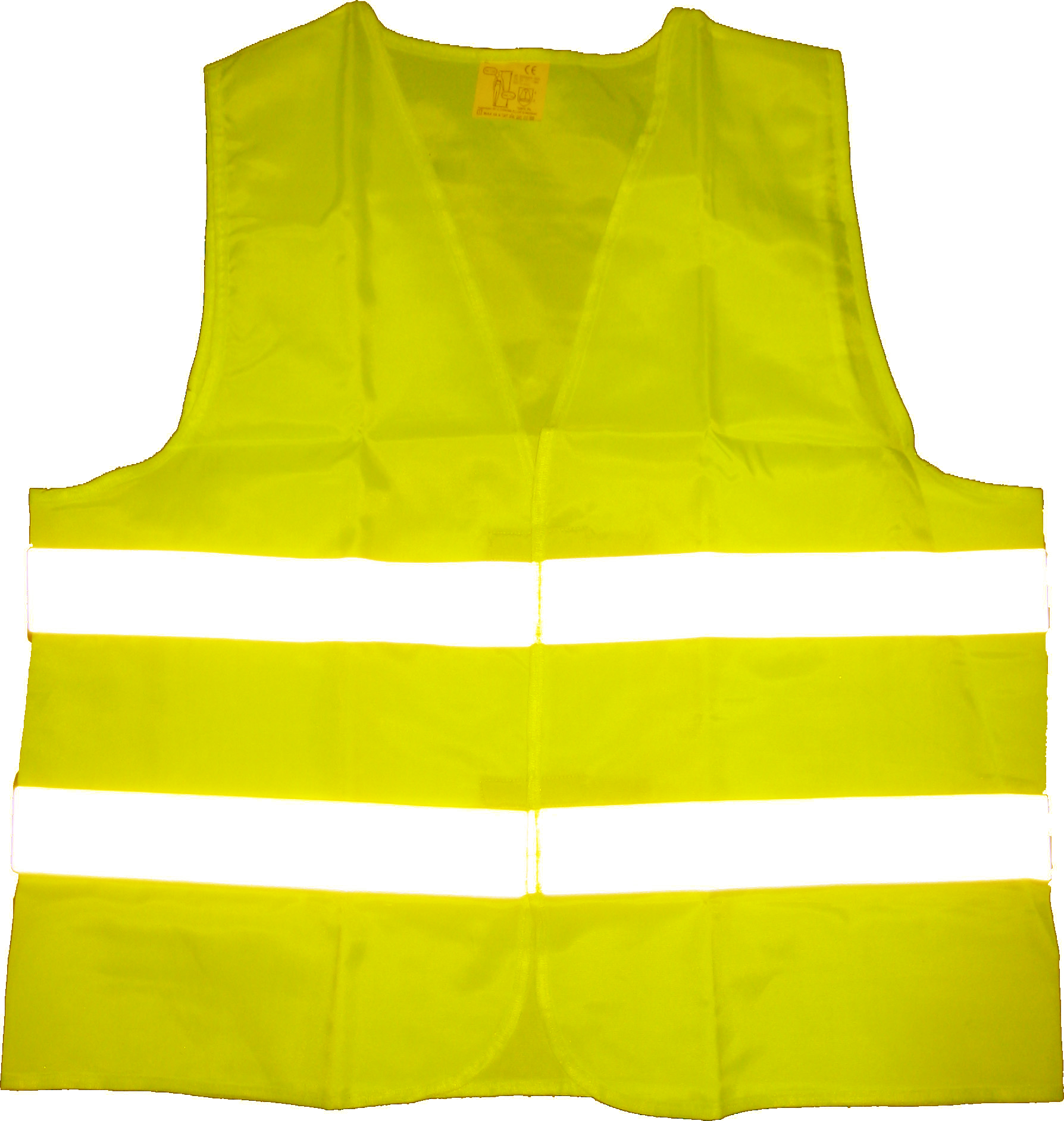
سترة صفراء وهي رمز حركة الاحتجاجات الفرنسيّة

### أسباب أخرى
يرى المتظاهرون أن الهدفَ من ضريبة الوقود هو تمويل العجز الذي قد ينتجُ عن التخفيضات الضريبية للشركات الكبرى، وهذا ما يدفعهم للتظاهر ضدّ سياسات الحكومة التي يرونَ أنها تُفقر الفقير، فيما تزيد الغنيّ غنًا. ويرى محتجون آخرون أنّ التظاهر في المقام الأول هو بسبب الصعوبات الاقتصادية التي تُعاني منها الطبقة الفقيرة وحتى المتوسطة، وذاك بسبب تدني الرواتب وارتفاع أسعار الطاقة. في المُقابل ذكر ماكرون أنّ الهدف من إدارة برنامج الإصلاح الاقتصادي هو زيادة قدرة فرنسا التنافسية في الاقتصاد العالمي، كما أكّد في وقتٍ سابق على أن ضريبة الوقود ستثبطُ من استخدام الوقود الأحفوري. مع مرور الأسابيع، احتج جزء من الحركة على قضية الهجرة.,. بعد أن استغل حزب الجبهة الوطنية اليميني المتطرف بعض محتجي السترات الصفراء لحشد دعم شعبي لمعارضة الميثاق العالمي للهجرة. · .

## الاحتجاجات

### 17 تشرين الثاني/نوفمبر

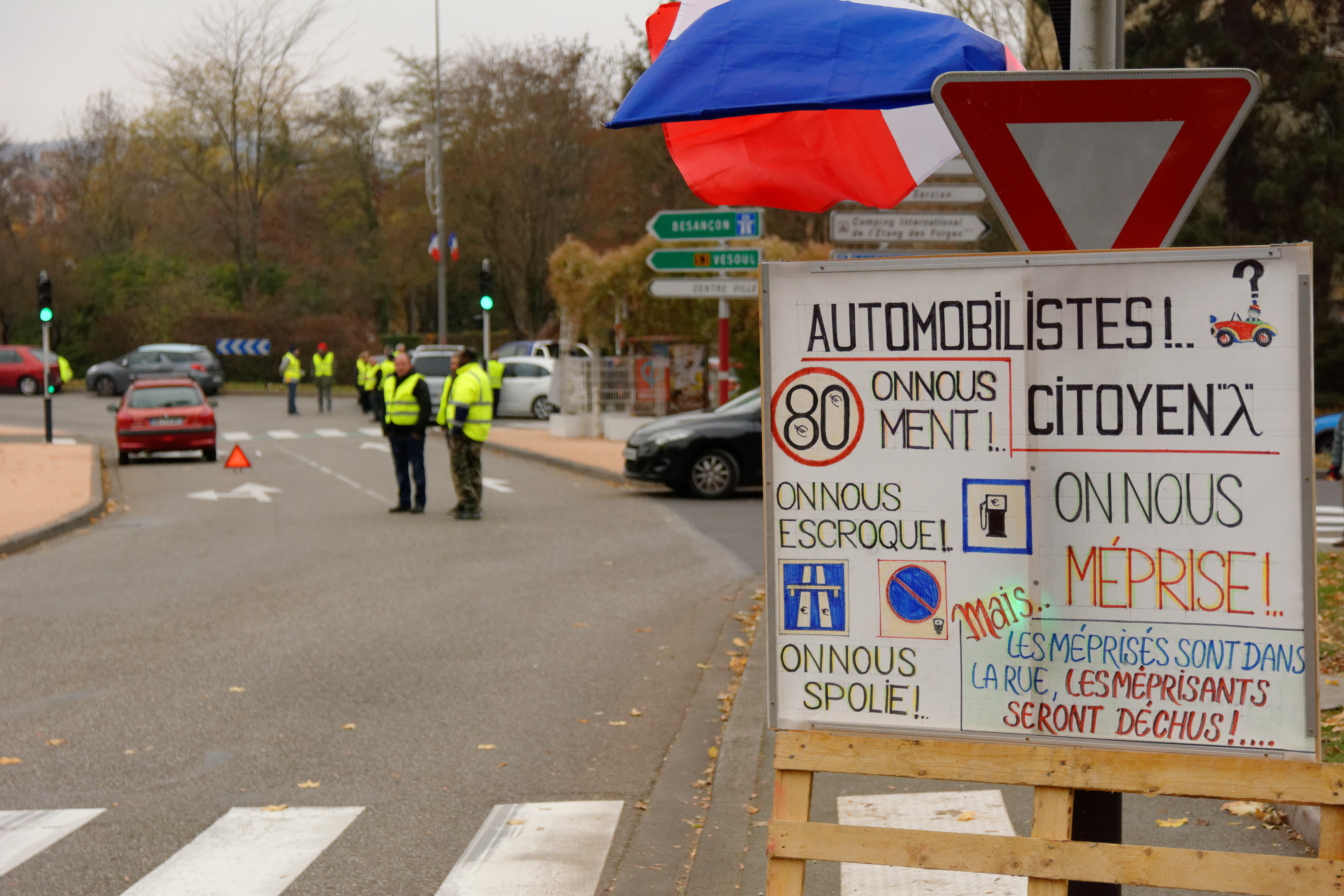
تسببت مظاهرات الحركة في 17 تشرين الثاني/نوفمبر في قطعِ الطريق بالقرب من بلفور

بدأت احتجاجات حركة السترات الصفراء يوم السبت الموافق لـ 17 تشرين الثاني/نوفمبر 2018، حيث نزل أكثر من 300.000 شخص من جميع أنحاء فرنسا للشارع منددين بسياسات الحكومة فيما يخص الوقود. شهدت الاحتجاجات بعض أعمال العنف والشغب، كما اشتبكَ المتظاهرون أحيانًا مع قوات الأمن. حاول المُتظاهرون عرقلة السير من خلال قطع بعض الطرق الرئيسيّة في البِلاد، كما منعوا معظم السيارات من الوصول لمحطات الوقود التي أُغلقَ الكثيرُ منها. شهد هذا اليوم – الذي يُعد اليوم الأول في سلسلة الاحتجاجات – مقتل متظاهر يبلغُ من العمر 63 عامًا بعدما دهستهُ سيارة مسرعة في أحد ضواحي باريس. توفيّ في وقتٍ لاحق من ذات اليوم سائق دراجة نارية، بعد أن أصيب بجراحٍ خطيرة خلال محاولة للالتفاف حول الحاجز. قبل 21 تشرين الثاني/نوفمبر؛ وحسب الإحصائيات التي نشرتها وزارة الداخليّة وتناقلتها وسائل الإعلام، فقد بلغ عددُ الجرحى في صفوف المدنيين 585 شخصًا؛ ستة عشر منهم جراحهُ خطرة مُقابل 115 من ضباط الشرطة؛ ثلاثة منهم في حالة خطرة. انتقلت الاحتجاجات إلى
أقاليم ما وراء البحار ولا ريونيون مما استدعى تدخل الأمن فيما أغلقت بعض الثانويات أبوابها بعدما حاول بعض المتظاهِرين اقتحامها.

صور من أحداث فرنسا يوم 17 نوفمبر 2018.
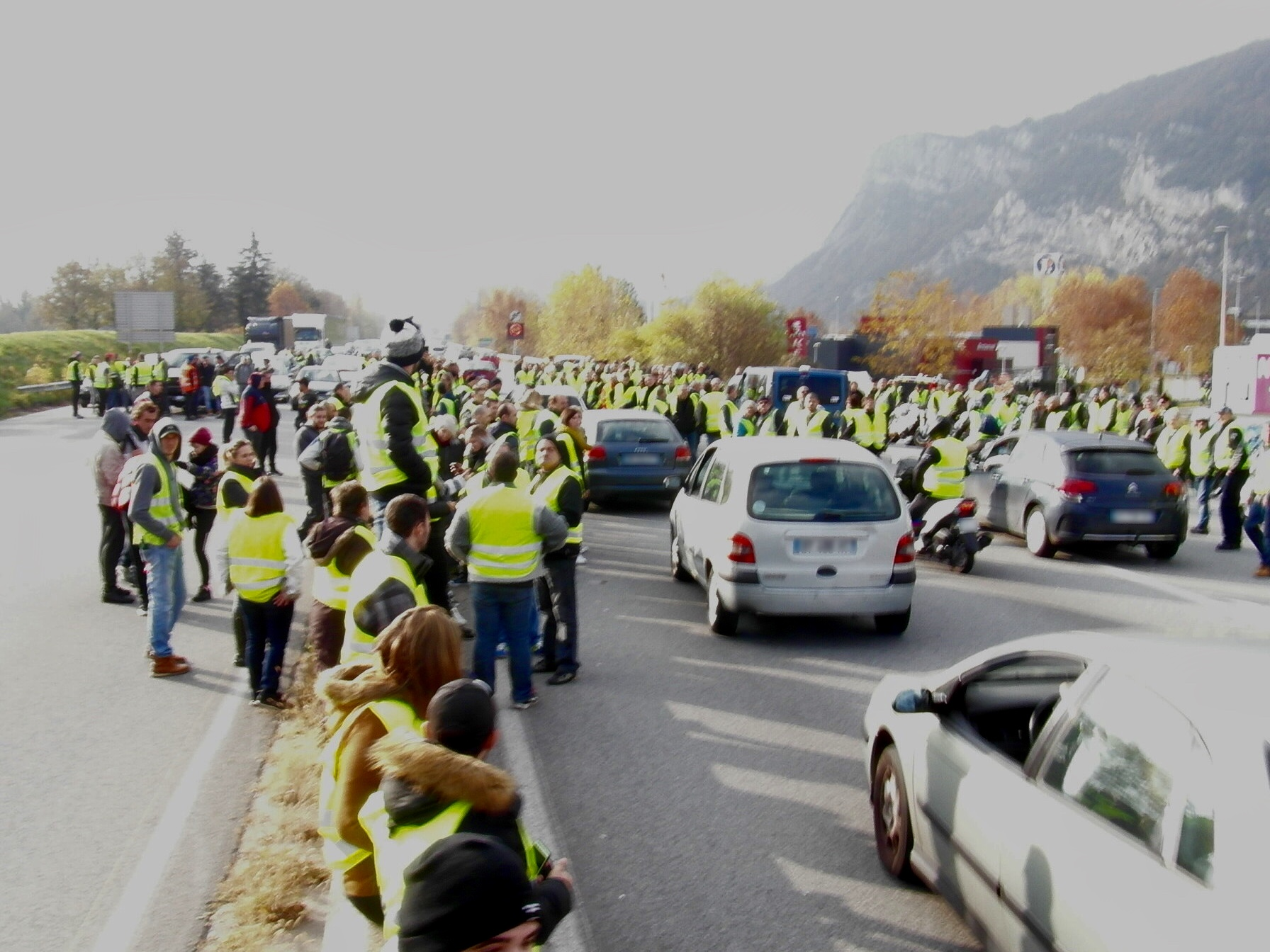
متظاهري السترات الصفراء في طريق A51 السريع بالقرب من غرونوبل بإقليم إزار.
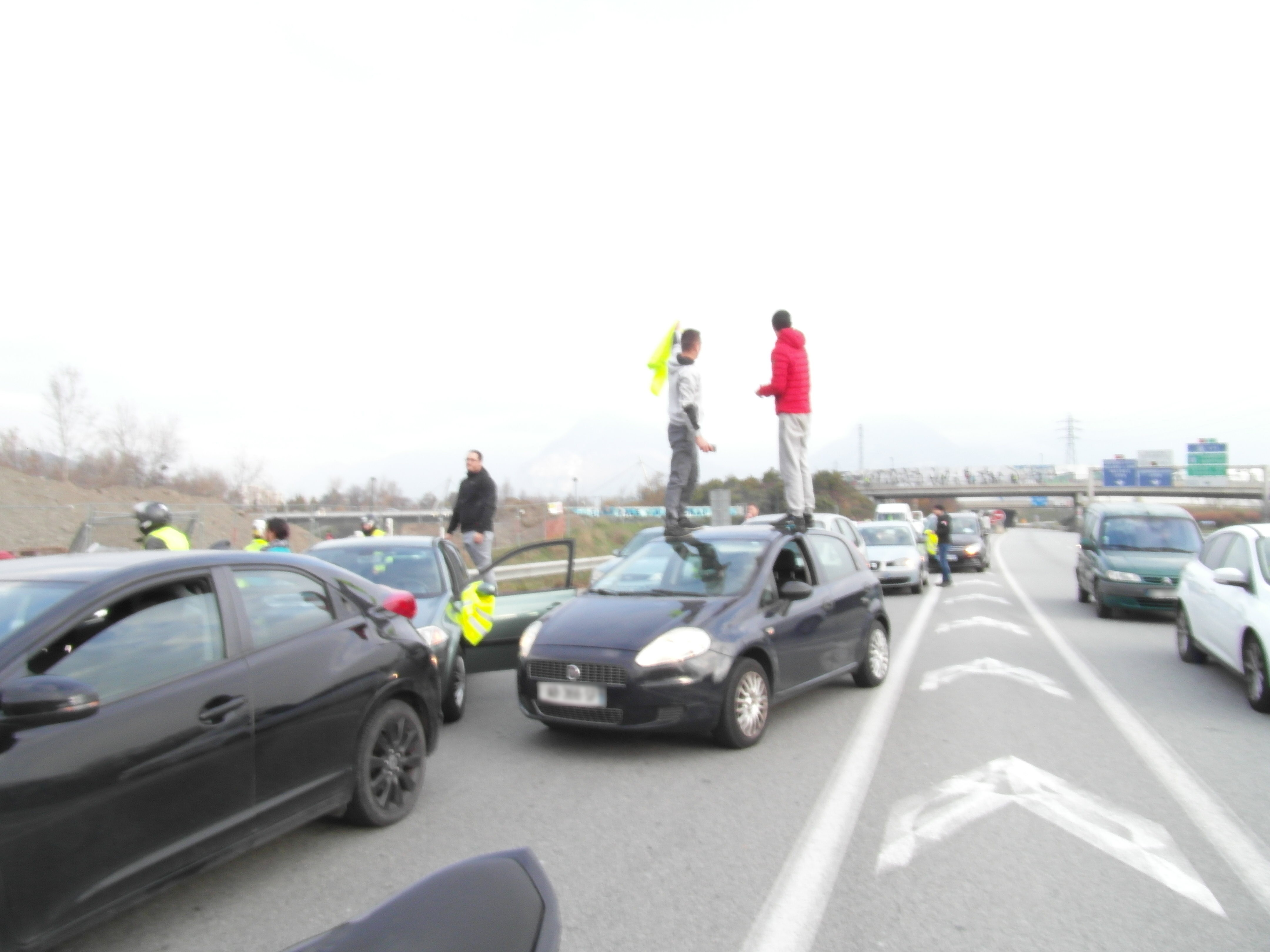
متظاهرين من السترات الصفراء بالقرب من غرونوبل.
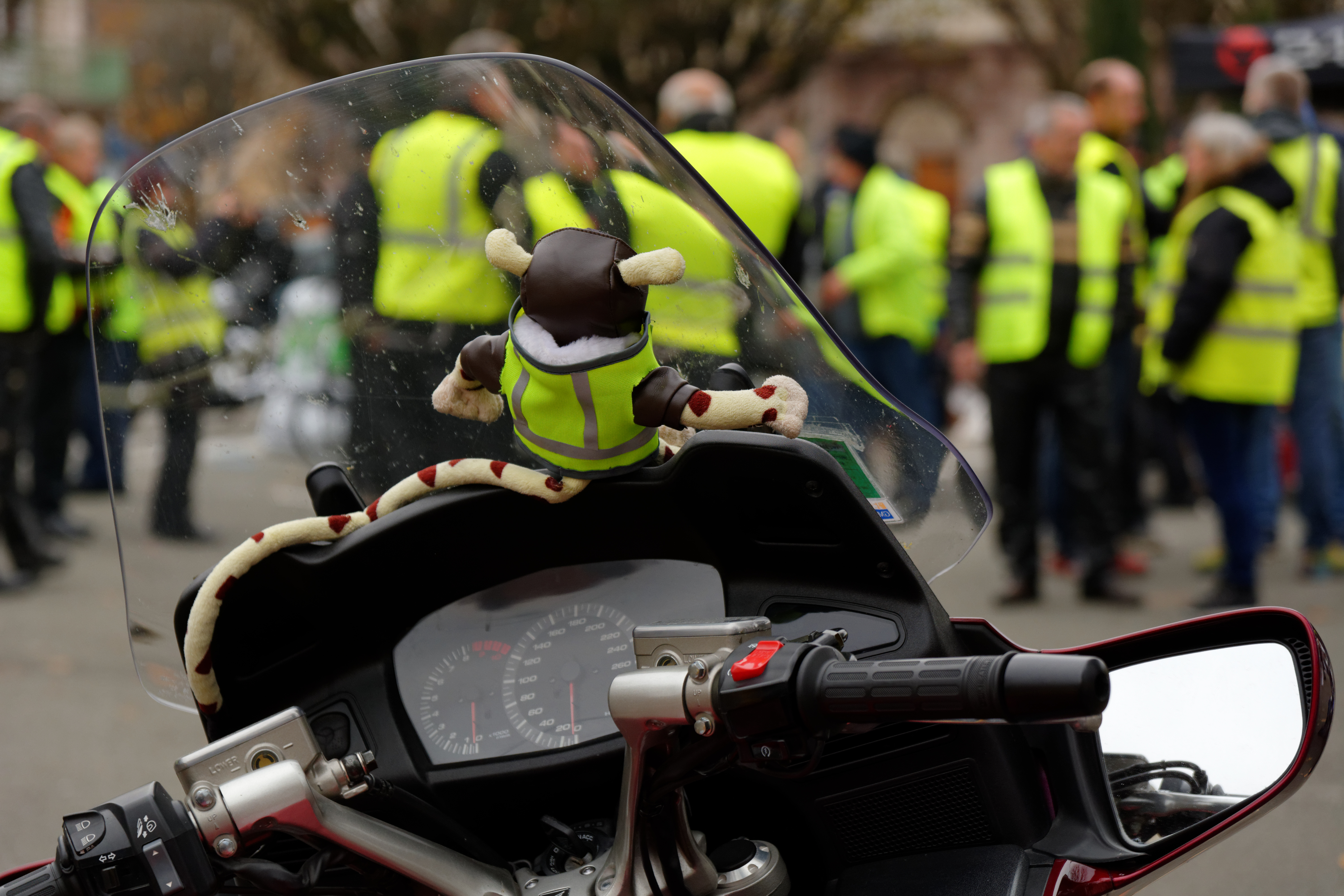
متظاهرين من السترات الصفراء في بلفور (إقليم بلفور).

### 24 تشرين الثاني/نوفمبر
عادت الاحتجاجات في باريس بعدَ مرور أسبوع كامل. هذه المرّة وافقت وزارة الداخلية على السماح للمحتجين بالنزول للشوارع وقد قُدر عدد المشارِكين في حدود 106.000 متظاهر من جميع أنحاء فرنسا،  8000 منهم في باريس. تحوّلت الاحتجاجات السلميّة في العاصِمة إلى أعمال عنف وشغب حيثُ أشعل المتظاهرون النيران في بعض السيارات ومزقوا اللافتات كما دمروا الحواجز وتراشقوا مع عناصر وقوات الأمن بالحِجارة. هذه الأخيرة لجأت إلى الغاز المسيل للدموع وخراطيم المياه لتفريق المتظاهرين. خرجت الإحصائيات يوم 26 تشرين الثاني/نوفمبر وقد أشارت بوضوح إلى أنّ أعمال الشغب التي وقعت في باريس خلال الأيام السابقة قد تُكلّف ما يصل إلى مليون ونصف المليون يورو. جدير بالذكرِ هنا أنهُ قد تمّ تعيين مائتي عامل إضافي تم للمساعدة في تنظيف وإصلاح ما نجم عن التظاهرات المُتفرقة.

### 1 كانون الأول/ديسمبر

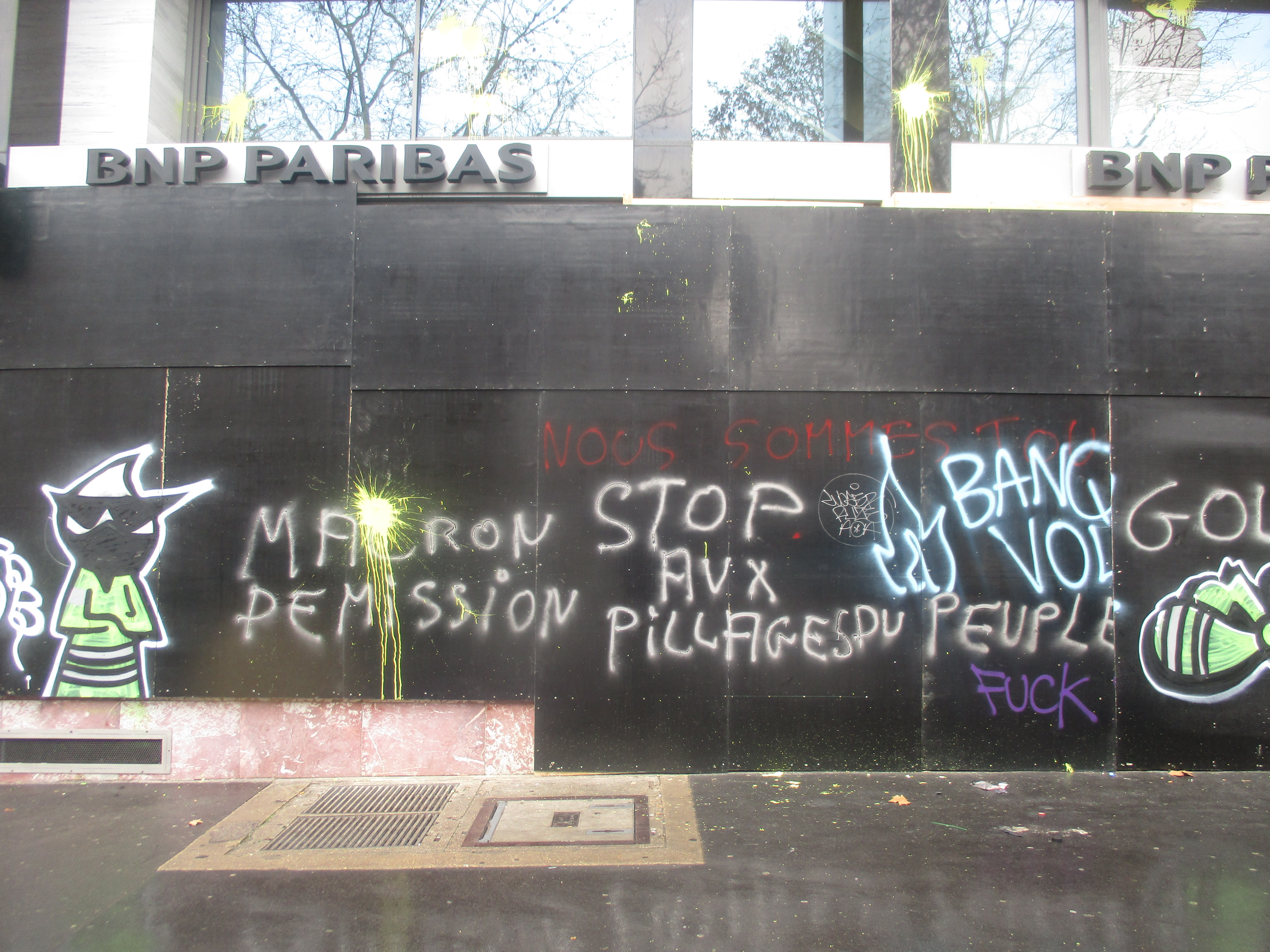
الكِتابة على الجدران أحد أبرز ما ميّز احتجاجات الأول من كانون الأول/ديسمبر 2018

منع المتظاهرون في حركة السترات الصفراء حركة المرور على الطريق السريع الذي يربط مدينة مرسيليا بباريس كما أوقفوا حركة المرور شمال مدينة ليون خلالَ عطلة نهاية الأسبوع. ولقد حصلت احتجاجات عنيفة في مارسيليا نجم عنها عددٌ من الجرحى؛ كما توفيّت سيدة جزائرية تبلغُ من العمر 80 عامًا بعدما أُصيبت بشظايا قنابل الغاز المسيل للدموع التي أطلقتها الشرطة لتفريقهم المتظاهرين. وقُتل متظاهر ثانٍ خلال عطلة نهاية الأسبوع الثالث بسببِ حادث سير مُروع أثناء محاولتهُ عبور أحد الحواجز التي نصبتها الشرطة الفرنسية. وشهدت المظاهرات كذلك إحراقَ أكثر من مائة سيارة في باريس كما خرب المُحتجون جدران قوس النصر وقد قدّرت عمدة باريس آن هيدالغو قيمة الأضرار التي لحقت بالممتلكات بين ثلاثة وأربعة ملايين يورو.

### احتجاجات الطُلاب
تزامنت ثورة حركة السترات الصفراء معَ غضب التلاميذ والطُلاب من خطط ماكرون الإصلاحيّة في المجال التعليمي مما دفعهم إلى الخروج للاحتجاج ضدّهُ في جميع أنحاء فرنسا. يرى الطلاب أن هذه الإصلاحات سوف تُؤدي بشكلٍ أو بآخر إلى مزيد من عدم المساواة في حق الوصول إلى التعليم العالي بين الطلاب في المناطق الحضرية وشبه الحضرية والمناطق الريفية.

### خارج فرنسا
وفقًا لما قالهُ الصحفي كيم ويلشر من صحيفة الغارديان فإنّ احتجاجات السترات الصفراء مستوحاة من حركة احتجاجية أخرى ظهرت في إيطاليا وفي هذا يقول أحد مؤسسي الحركة: «لقد استوحى الفرنسيين فكرة السترات الصفراء منّا مع فرق الدوافع ... فنحنُ على عكس الفرنسيين ننظمُ احتجاجات لدعم حكومتنا لكننا نحتجّ في المُقابل ضد دول الاتحاد الأوروبي. لا نُريد الدول الأوروبيّة أن تتدخل في السياسة الإيطالية.»
انتقلت عدوى السترات الصفراء إلى العاصِمة البلجيكيّة بروكسل حيثُ شهدت هي الأخرى مظاهرات عنيفة نوعًا ما تخلّلها رشق المتظاهرين لقوات الأمن بالحصى والصخور في حين ردت الشرطة من خِلال خراطيم المياه ثم اعتقلت في وقتٍ لاحق 60 من مُحتجي الحركة بتهمة الإخلال بالنظام العام. أَغلِقت العديد من مستودعات النفط في والونيا اعتبارًا من 16 تشرين الثاني/نوفمبر 2018 ولا سيما بعدما حاولَ المحتجون منع مستودع لوك أويل الروسي في بروكسل من العمل لكنّ الشرطة تمكنت من إحباط مُخططهم. تعملُ الحركة الآن على تشكيل حزب سياسي للمُشاركة في الانتخابات الاتحادية في عام 2019 تحت اسم حركة المواطنين البلجيكيين. في بداية ديسمبر/كانون الأول؛ اجتمعَ متظاهرون ارتدوا السترات الصفراء في دولة هولندا للاحتجاج على أوضاع المعيشة في البلاد ثم بلغت هذه الاحتجاجات دولة صربيا في الرابع والثامن من ديسمبر. على عكسِ ما هو في ألمانيا؛ فالسترات الصفراء ترمزُ لرافضي سياسة الهجرة وقد خرج فعلًا بعض المُحتجين في بيغيدا. في الخامس من كانون الأول/ديسمبر؛ ارتدى محتجون في البصرة بالعراق سترات صفراء وخرجوا في تظاهرات لمطالبة الحُكومة بتوفيرِ مزيد من فرص عمل وتقديمِ خدمات أفضل. أفادت الأنباء عن إطلاق الذخيرة الحية لتفريق المُتظاهرين بالرغمِ من سلميّتها وأقليّة المتظاهِرين. أمّا في مصر؛ فقد منعت السُلطات عددًا من بائعي منتجات حماية العاملين من بيعِ السترات الصفراء خوفا من اندلاع مظاهرات مشابهة لحراك السترات الصفراء الجاري منذ عدة أسابيع في فرنسا. جدير بالذكرِ هنا أنّ المظاهرات الفرنسيّة تتزامنُ نسبيًا معَ ثورة 25 يناير التي أطاحت بحكم الرئيس المصري الأسبق حسني مبارك عام 2011 خِلال ثورات الربيع العربي.

## ردود الفعل
في أواخر شهر تشرين الثاني/نوفمبر 2018؛ أظهرت استطلاعات الرأي ان حركة السُترات الصفراء تحظى بتأييدٍ واسع النطاق في فرنسا حيثُ يؤيدها ما بين 73% حتى 84%. وأشارَ استطلاع رأي آخر أُجري بعد الأوّل من شهر كانون الأول/ديسمبر أن 72% من الشعب الفرنسي يؤيد السترات الصفراء فيما يُعارض 85% منهم العنف في باريس.
ومن الناحيّة الرسميّة؛ ألقى وزير الداخلية كريستوف كاستانير باللائمة على مارين لوبان منافسة ماكرون في الانتخابات الرئاسية عام 2017 كمُمثلة للجبهة الوطنية كما اتهمها بالحث على العُنف بعدما دعت المواطنين في 24 تشرين الثاني/نوفمبر بِالذهاب إلى الشانزليزيه. ردّت لوبان على هذهِ الادّعاءات من خِلال بيانٍ ذكرت فيه أنّ الشعب الفرنسي هوَ من اختارَ الشانزليزيه للتجمع والتظاهر فيهِ كما طالبت الحكومة بتحمّل مسؤوليتهَا ثمّ اتهمت وزير الداخلية هي الأخرى بمحاولة تأجيج الأزمة من أجلِ تشويه سمعة الحركة.